# Spondylurus spilonotus
Spondylurus spilonotus es una especie de escincomorfos de la familia Scincidae.

## Distribución geográfica
Es endémica de varias de las Islas Vírgenes: San Juan y San Thomas.

## Estado de conservación
Se encuentra amenazada por la pérdida de su hábitat natural.